# Kunszállás megállóhely
Kunszállás megállóhely egy Bács-Kiskun vármegyei vasúti megállóhely, melyet a MÁV üzemeltet Városföld település külterületén. A megállóhely a szegedi vasútvonal egyetlen kétvágányú szakaszán található, a névadó település, Kunszállás központjától bő 2 kilométerre északkeletre, Városföldtől légvonalban is körülbelül 4, közúton nagyjából 5 kilométerre dél-délkeleti irányban. Közúti elérését az 5401-es út biztosítja.

## Története
Az eredeti megállóhely peronja a vasútvonal jobb oldalán, a városföldi bekötőút előtt létesült. A megállóhely egyszerű, téglából és vasbetonból épült esőbeálló épülete a peronnal párhuzamosan futó dűlőút túloldalán helyezkedik el. 2005-ben, a vasútvonal kétvágányúvá bővítésének idején épült a megállóhely második peronja a vonal bal oldalán. Ezzel párhuzamosan átépítették a jobb peront is. A vonalszakasz átalakítása óta a megállóhelyen áthaladó regionális vonatok a bal peront használják, a jobb peron mellett a szegedi IC-vonatok csak elrobognak.

## Vasútvonalak
A megállóhelyet az alábbi vasútvonalak érintik:
- Cegléd–Szeged-vasútvonal

## Kapcsolódó állomások
A megállóhelyhez az alábbi állomások vannak a legközelebb:
- Városföld vasútállomás (Cegléd–Szeged-vasútvonal)
- Kiskunfélegyháza vasútállomás (Cegléd–Szeged-vasútvonal)

## Forgalom
| Járat             | Útvonal | Gyakoriság            |
| ----------------- | --- | --------------------- |
| személyvonat      | Kiskunfélegyháza → Kunszállás → Városföld → Kecskemét | Napi 1 Kecskemét felé |
| Kiskun InterRégió | Baja – Bácsbokod-Bácsborsód – Almás – Bácsalmás – Mélykút – Jánoshalma – Erdőszél – Kunfehértó – Kiskunhalas – Harkakötöny – Tajó – Kiskunmajsa – Jászszentlászló – Galambos – Kiskunfélegyháza – Kunszállás – Városföld – Kecskemét                                                                                 | 2 óránként            |
| Napfény InterCity | Budapest-Nyugati – Zugló – Kőbánya-Kispest – Ferihegy (← Üllő) – (Monor →) (← Monorierdő) – (Pilis → Albertirsa →) Cegléd – (Nyársapát →) Nagykőrös – (Katonatelep →) Kecskemét – Városföld – (Kunszállás →) Kiskunfélegyháza (← Selymes ← Petőfiszállás)– Kistelek – Szatymaz – Szeged                              | Napi 1 pár            |
| sebesvonat        | Budapest-Nyugati – Zugló (→ Kőbánya alsó) – Kőbánya-Kispest – Ferihegy (← Üllő) (→ Monor → Monorierdő → Pilis → Albertirsa → Ceglédbercel → Ceglédbercel-Cserő → Budai út) – Cegléd – Nyársapát – Nagykőrös (← Katonatelep) – Kecskemét – Városföld (← Kunszállás) – Kiskunfélegyháza – Kistelek – Szatymaz – Szeged | Napi 1 Budapest felé  |